# Mouvement scout de Suisse
Le Mouvement Scout de Suisse ou MSdS est l'organisation fédérale du scoutisme en Suisse. (en allemand Pfadibewegung Schweiz ou PBS, en italien Movimento Scout Svizzero ou MSS, en romanche Moviment Battasendas Svizra).
Le MSdS fait partie à la fois de l'Organisation mondiale du mouvement scout (OMMS) et de l'Association mondiale des Guides et Éclaireuses (AMGE). Il regroupe 22 associations cantonales scoutes et environ 550 groupes locaux. En 2022, le MSdS compte plus de 50 500 membres, ce qui en fait la plus grande association de jeunesse de Suisse. Le MSdS fonctionne d'après le modèle "Les jeunes guident les jeunes" - voilà pourquoi normalement, les responsables ont entre 18 et 25 ans.
Il n'y a qu'une grande association suisse de scouts et le terme scout est protégé. Il existe cependant d'autres organisations scoutes tel que le "Scoutisme Européen Suisse/Schweizerische Pfadfinderschaft Europas" et le "Feuerkreis Niklaus von Flüe". En plus, il y a des associations étrangères qui ont des groupes en Suisse, par exemple les "Boy Scouts of America".

## Historique
le Mouvement Scout de Suisse naît en 1987 de la fusion la Fédération Éclaireurs Suisses (FES), ancien fédération nationale des groupes scouts pour les garçons, et de la Fédération des Éclaireuses suisses (FESes), l'équivalent pour les groupes d'éclaireuses.

## Participants
Afin d'optimiser l'épanouissement des enfants, jeunes et jeunes adultes, les scouts sont répartis par tranche d'âge, chacune étant encadrée par une équipe de responsables, la maîtrise. Les tranches peuvent varier de un à deux ans selon l'association. En parallèle, les Scouts malgré tout (SMT) regroupent des enfants avec des handicaps.
| branche    | âge                                   | titres                      | nom unité    | uniforme   | devise          |
| ---------- | ------------------------------------- | --------------------------- | ------------ | ---------- | --------------- |
| Castors    | 5 - 6 ans (max 2 ans)                 | castor                      | colonie      | -          | toujours joyeux |
| Louveteaux | 6 - 10 ans (max 4 ans)                | lutin, louveteau, louvette  | meute, ronde | bleu       | de notre mieux  |
| Eclais     | 10 - 14 ans (max 4 ans)               | éclaireuse, éclaireur       | troupe       | kaki       | toujours prêts  |
| Picos      | 14 - 17 ans (idéalement 2 ans, max 3) | cordée, pionnier, pico      | postemasc.   | rouge      | s'engager       |
| Route      | dès 17 ans                            | guide, routier, responsable | clan         | vert sapin | servir          |

En 2020, le Mouvement Scout de Suisse comptait 50 556 membres. La répartition entre les branches était la suivante :
- 7 % en branche Castors
- 29 % en branche Louveteaux
- 28 % branche Éclais
- 7 % branche Picos
- 7 % branche Route sans les responsables
- 21 % de responsables
- 1 % en branches SMT

## Fondements
Le but du MSdS est le développement global de la personne. Ce but est atteint au travers de 5 relations à l'aide de 7 éléments de la méthode.
Les 5 relations sont :
- La relation à sa personnalité - être critique envers soi-même et conscient de sa valeur
- La relation à son corps - s'accepter et s'épanouir
- La relation aux autres - rencontrer et respecter les autres
- La relation à son environnement - être créatif et agir en respectant l'environnement
- La relation au spirituel - être ouvert et s'interroger

Les 7 éléments de la méthode sont :
- La progression personnelle
- La loi et la promesse
- La vie en petit groupe
- Les rituels et traditions
- L'apprentissage par le projet
- La vie en plein air
- Le jeu

Les fondements sont ensuite adaptés dans chaque branche selon l'âge, mais également les besoins des participants.

## Organisation
Comme la Confédération suisse, le MSdS est organisé de façon fédéraliste. Il est divisé en associations cantonales ; le MSdS s'occupe seulement des tâches qui sont expressément du ressort de la fédération (par exemple la formation et l'encadrement des responsables, certains ressorts du programme, questions juridiques, activités nationales, développements des effectifs, liens avec Jeunesse et Sport et les autres partenaires, etc.).
Les organes du MSdS sont :
- Comité, présidé par Christina Egli / Baixa et Philippe Moser / Garfield (présidente et président fédéraux) : il est chargé de la direction stratégique de l'association.
- Maîtrise fédérale, dirigée par le secrétaire général Philippe Keller / Lobo : il est chargé de la direction opérationnelle de l'association[6].
- Conférence fédérale : rassemblement annuel des responsables cantonaux. Elle prend les décisions courantes et techniques.
- Assemblée des délégués : organe suprême du MSdS qui que rassemble une fois par année. Elle décide des questions de fond concernant le scoutisme en Suisse.
- Commissions : responsables de certains points particuliers, agit sous la Maîtrise fédérale (formation, encadrement, programme...) ou sous le Comité (finances, employés rémunérés, juridique).
- Groupes de projets : groupes ad-hoc mis sur pied pour mener à bien un projet (le jubilé par exemple).
- Vérificateurs des comptes : vérifie les comptes de l'association.
- Comité d'évaluation : vérifie la qualité du scoutisme.

### Associations cantonales
Il existe 22 associations cantonales qui regroupe de manière géographique les groupes scouts. Chacune est membre du MSdS. Pour pouvoir être qualifiée de groupe scout, une association doit obligatoirement faire partie d'une de ces associations cantonales.

## Activités nationales
Le MSdS met sur place différents cours de formation :
- Cours Gilwell : cours de réflexion sur le scoutisme
- Cours Top : cours pour devenir formateur d'association
- Cours Panorama : cours de réflexion personnelle
- Cours RU (responsable d'unité) : cours de responsable de camps J+S
- Cours base : cours de moniteur de camps J+S

Les activités nationales sont organisées en général par un groupe de projet ou par une association cantonale :
- Fête Folk Scoute (Pfadi Folk Fest)
- Glaive routier
- JOTI/JOTA
- Délégation pour le Jamboree

### Camps fédéraux
Un camp fédéral est organisé tous les 14 ans.
L'édition 2022, intitulée « Mova - on y va », a lieu dans la vallée de Conches, en Valais, du 25 juillet au 5 août. Elle rassemble 30 000 scouts,.
L'édition 2008, intitulée Contura 08, a lieu dans la vallée de la Linth, sur les cantons de Glaris, Saint-Gall et Schwytz.
L'édition 1994, intitulée cuntrast'94, a lieu dans la région du Napf. Elle rassemble 22 000 scouts.
L'édition 1980, intitulée CANA 1980 (pour Camp national), a lieu dans le Comté de Gruyère du 19 juillet au 3 août. Premier camp fédéral commun aux deux sexes, il réunit quelque 22 000 scouts,.

## Scouts malgré tout
Scouts malgré tout (SMT) est la dénomination des groupes scouts suisses qui s'occupent d'enfants et de jeunes handicapés, physiques ou mentaux.

### Dénomination par langue en Suisse
- (de) : Pfadfinder Trotz Allem - Suisse alémanique
- (fr) : Scouts malgré tout - Suisse romande
- (it) : Scaut ad ogni costo - Tessin
- (rm) : Battasendas malgra tut - Grisons

Il existe, en 2006, en Suisse 29 groupes SMT reconnus par le Mouvement scout de Suisse qui proposent des activités et un encadrement adaptés au niveau des participants, répartis dans les quatre régions linguistiques.